# 谷和樹
谷 和樹（たに かずき、1964年 - ）は、日本の教育者・教育学者、玉川大学教職大学院教授。民間教育研究団体TOSS代表。

## 人物・来歴
北海道生まれ。神戸大学教育学部初等教育学科卒業。兵庫教育大学大学院修士課程学校教育研究科教科領域教育専攻修了。兵庫県加東市立東条西小学校、滝野東小学校、滝野南小学校、米田小学校教諭として22年間勤務する。2013年玉川大学教職大学院教授。
主な研究分野は、教科教育・授業技術・教材開発・社会科教育・学級経営・ICT教育。
2023年、谷は「AI活用教育賞」を設立。毎年、AIを活用した教育についての応募論文を、「知る」「調べる」「修正・改善する」「思考・評価する」「共創・創造する」「その他」という指標で審査し、表彰を行う。第１回は、720本の論文の応募があった。
2023年12月、読めば絶対に授業の腕が上がる "超プレミアムなメルマガ" 『谷和樹の教育新宝島』を開始。谷の師匠である向山洋一の実践資料を解説するメールマガジンを毎週金曜日に発信する。
2024年2月、『9歳から知っておきたい  AIを味方につける方法』（谷和樹監修、マイクロマガジン社）を出版。同年、台湾と韓国で翻訳出版。生成AIの仕組みや長所・短所、正しい使い方を、子供にも分かるように解説。谷は、生成AIについて、使い方次第では危険なものとなるとしたうえで、子供に一律に禁止するのではなく、生成AIの特徴を理解し、よりよい方向に使っていける能力を身につけることのほうが建設的ではないでしょうかと述べている。
2024年7月、『9歳から知っておきたい  情報読解力を身につける方法』（谷和樹監修、マイクロマガジン社）を出版。

## 著書
- 『3年生の「学習技能」を鍛える』 (支援の技術シリーズ）明治図書出版, 1997.9
- 『授業で"学び方技能"をどう育てるか 学年別系統化細案』 (新しい社会科授業への挑戦) 明治図書出版, 2001.4
- 『失敗しないインターネット活用の授業』 (デジタル先生シリーズ) 向山洋一 監修, NECメディアプロダクツ, 2001.8
- 『インターネットランドを使った授業を創る』 (インターネットで授業改革）明治図書出版, 2004.12
- 』子どもに教えるお金と金融のしくみ やさしく学べる 小学校高学年が学ぶ金融教育』向山洋一 監修, 経済広報センター, 2006.11
- 『結果責任が問われる「Cランクの子」への対応策 3 社会科編』明治図書出版, 2006.4
- 『小学校の「歴史」を26場面で完全理解』 (新「勉強のコツ」シリーズ) 向山洋一 編, PHP研究所, 2007.1
- 「谷和樹著作集」全3巻 明治図書出版、2007

「谷和樹の学級経営と仕事術」 (谷和樹著作集 no.2)
「向山型社会の全体像を探る」 (谷和樹著作集 no.1)
『教材研究にこだわる社会科授業の組み立て方』 (谷和樹著作集 no.3)
- 『子どもたちと学ぶ流通と貿易』向山洋一 監修, 経済広報センター, 2008.1
- 『子どもを社会科好きにする授業』向山洋一 監修. 学芸みらい社, 2011.7
- 『みるみる子どもが変化する『プロ教師が使いこなす指導技術』』学芸みらい社, 2012.8
- 『谷和樹の学級経営と仕事術』騒人社, 2017.12
- 『社会科「主体的・対話的で深い学び」授業づくり入門 熱中!学び方技能育成のポイント』学芸みらい社, 2018.12

### 共編著
- 『出来る情報教育なんでも相談小事典』 (TOSS小事典シリーズ) 編著. 明治図書出版, 2003.2
- 『社会科教科書プラスワン補充教材集 3～6年』 (TOSS版教科書発展学習シリーズ) 向山洋一共編著. 明治図書出版, 2004.1
- 『社会科授業はインターネットで進化する』 (インターネット活用授業集成）編著. 明治図書出版, 2004.6
- 『技量検定で身につける「プロの技」』 (TOSS授業技量検定・サークルでの挑戦）向山洋一 監修, TOSS西風共著. 明治図書出版, 2005.8
- 『どうすればいいの?研究・研修の悩みQA事典』 (こんな時どうすればいいの?指導の悩みQA事典）編. 明治図書出版, 2006.5
- 『有田式地理教科書 授業が10倍楽しくなるヒント集』有田和正共著. 明治図書出版, 2007.4
- 『教育と行政とが連携するまちづくり 全国の教師たちが足を運んで実現した事例集』向山洋一 監修, 編集代表. 日本加除出版, 2013.5
- 『道徳の難問・良問テーマ50=1問選択システム "考える道徳作文"による討論授業づくり』編. 明治図書出版, 2013.8
- 『小学校の国語つまずきのポイントを1日で攻略 子どもに教える親の参考書大人の復習にも最適!』向山洋一 監修, 編, 松山英樹 ほか 著. 育鵬社, 2013.8
- 『小学校の算数つまずきのポイントを1日で攻略 子どもに教える親の参考書大人の復習にも最適!』向山洋一 監修, 編, 河野健一 ほか 著. 育鵬社, 2013.8
- 『小学校英語で楽しくスーパー学習ゲーム (英語で面白チャレンジ・ランキング 井戸砂織共編. 明治図書出版, 2014.1
- 『演習式合格する"指導案・学級経営案"のたて方・つくり方 プロの赤ペンで大変身の実物24例』編著. 明治図書出版, 2014.10
- 『医師と教師が発達障害の子どもたちを変化させた (ドクターと教室をつなぐ医教連携の効果』全3巻 宮尾益知 監修, 向山洋一 企画, 編. 学芸みらい社, 2014-16
- 『教室熱中!1年国語の難問・良問=5題1問選択学習』細羽朋恵共編. 明治図書出版, 2014.2
- 『教室熱中!2年国語の難問・良問=5題1問選択学習』松山英樹共編. 明治図書出版, 2014.2
- 『教室熱中!3年国語の難問・良問=5題1問選択学習』澤田英一共編. 明治図書出版, 2014.2
- 『教室熱中!4年国語の難問・良問=5題1問選択学習』手塚美和共編. 明治図書出版, 2014.2
- 『教室熱中!5年国語の難問・良問=5題1問選択学習』小塚祐爾共編. 明治図書出版, 2014.2
- 『教室熱中!6年国語の難問・良問=5題1問選択学習』石田寛明共編. 明治図書出版, 2014.2
- 『教室熱中!中学国語の難問・良問=5題1問選択学習』長谷川博之共編. 明治図書出版, 2014.2
- 『学級で起こる"こんな困った→どう対応"プロの知恵事典 小学1～6年』プロデュース, 松崎力 編集. 明治図書出版, 2014.3
- 『向山型国語授業の指導スキル&パーツ活用事典 1 (漢字の効果的な指導スキル&パーツ活用事典)』三浦宏和共編. 明治図書出版, 2014.4
- 『向山型国語授業の指導スキル&パーツ活用事典 2 (作文の効果的な指導スキル&パーツ活用事典)』根本直樹共編. 明治図書出版, 2014.4
- 『向山型国語授業の指導スキル&パーツ活用事典 3 (物語文・詩文の効果的な指導スキル&パーツ活用事典)』許鍾萬共編. 明治図書出版, 2014.4
- 『向山型国語授業の指導スキル&パーツ活用事典 4（説明文の効果的な指導スキル&パーツ活用事典』松藤司共編 明治図書出版, 2014.4
- 『向山型国語授業の指導スキル&パーツ活用事典 5（音読・暗唱の効果的な指導スキル&パーツ活用事典』溝端達也共編 明治図書出版, 2014.8
- 『めっちゃ楽しい校内研修模擬授業で手に入る"黄金の指導力"』岩切洋一, やばた教育研究会共著. 学芸みらい社, 2015.8
- 『情動学シリーズ 7　情動と食 適切な食育のあり方』二宮くみ子共編集 朝倉書店, 2017.2
- 『"先生の先生"が集中討議!』全2巻 堀田龍也, 赤坂真二,佐藤和紀共著. 学芸みらい社, 2019-21
- 『9歳から知っておきたい  AIを味方につける方法』監修，マイクロマガジン社，2024.2
- 『9歳から知っておきたい  情報読解力を身につける方法』監修，マイクロマガジン社，2024.7